# Чемпіонат світу з бігу на 50 кілометрів
Чемпіонат світу з бігу на 50 кілометрів — один з чотирьох чемпіонатів світу, який проводиться Міжнародною асоціацією ультрамарафонців (іншими ультрамарафонськими дисциплінами, в яких проводяться чемпіонати світу, є біг на 100 кілометрів, добовий біг та трейл).
Змагання було започатковано 2005 року як фінал серії «Світовий трофей з бігу на 50 кілометрів» (англ. 50 km World Trophy) та не мало статусу світової першості. Переможцем серії ставав той атлет, сума результатів якого у фінальному старті та одному з попередніх дев'яти стартів серії була найнижчою. З часом формат змагань був змінений — замість серії стартів переможець щорічно (в окремі роки першість не проводилась чере щільність ультрамарафонського календарю) визначався за підсумками виступів в одному забігу.
Перші два чемпіонати світу з бігу на 50 кілометрів були проведені у 2015 та 2016 в Досі. Наступні дві першості (2017 та 2018), які мали також проводитись у Досі, були скасовані.

## Чемпіонати
| Рік  | Місто         | Дата          | Примітки    |
| ---- | ------------- | ------------- | ----------- |
| 2015 | Доха          | 4 грудня      | [ 6 ]       |
| 2016 | Доха          | 11 листопада  | [ 7 ]       |
| 2017 | не проводився | не проводився | [ 4 ]       |
| 2018 | не проводився | не проводився | [ 5 ]       |
| 2019 | Брашов        | 1 вересня     | [ 8 ] [ 9 ] |
| 2020 | Акаба         | 27 листопада  | скасований  |
| 2021 | Тайбей        | 31 жовтня     | скасований  |

## Призери

### Індивідуальна першість

#### Чоловіки
| Чемпіонат | Золото                | Золото     | Срібло                | Срібло  | Бронза              | Бронза  |
| --------- | --------------------- | ---------- | --------------------- | ------- | ------------------- | ------- |
| 2015      | Тоні Мільйоцці (USA)  | 2:52:08    | Арнольд Кіптаої (KEN) | 2:55:34 | Семюел Онгакі (KEN) | 2:56:15 |
| 2016      | Тоні Мільйоцці (USA)  | 2:54:02    | Тайлер Ендрюс (USA)   | 2:56:04 | Коллен Маказа (ZIM) | 2:56:58 |
| 2019      | Ірайц Арроспіде (ESP) | 2:47:42 EB | Лунгіле Гонка (ZAF)   | 2:48:26 | Деніел Неш (GBR)    | 2:49:01 |

#### Жінки
| Чемпіонат | Золото              | Золото     | Срібло                   | Срібло  | Бронза             | Бронза  |
| --------- | ------------------- | ---------- | ------------------------ | ------- | ------------------ | ------- |
| 2015      | Каміль Геррон (USA) | 3:20.59    | Марія Враїч (HRV)        | 3:28.15 | Кетрін Джонс (CAN) | 3:28.19 |
| 2016      | Ріспер Кімайо (KEN) | 3:22.45    | Неле Альдер-Беренс (DEU) | 3:25.53 | Емі Клементс (GBR) | 3:26.17 |
| 2019      | Елісон Діксон (GBR) | 3:07.20 WB | Гелен Девіс (GBR)        | 3:09.16 | Алісія Перес (ESP) | 3:15.09 |

### Командна першість

#### Чоловіки
| Чемпіонат | Золото | Золото  | Срібло | Срібло  | Бронза                                                                                          | Бронза  |
| --------- | --- | ------- | --- | ------- | ----------------------------------------------------------------------------------------------- | ------- |
| 2015      | Кенія | 8:49.09 | США | 8:57.52 | Австралія                                                                                       | 9:37.51 |
| 2016      | США | 8:56.37 | Велика Британія | 8:59.29 | Німеччина                                                                                       | 9:45.58 |
| 2019      | ПАР Лунгіле Гонка (2:48.26) Омфеметце Мотібі (2:49.49) Бонгмуса Мтембу (2:50.23) Кгосіціле Маньєді Рамаеле Гатебе Дібате Тджане | 8:28.38 | Німеччина Марсель Бройтігам (2:49.26) Андреас Штрасснер (2:51.17) Бенедікт Гоффманн (2:55.09) Ян Керкманн Франк Меррбах | 8:35.52 | Велика Британія Деніел Неш (2:49.41) Пол Мартеллетті (2:55.39) Алекс Мілн (2:56.20) Кевін Рохас | 8:41.00 |

#### Жінки
| Чемпіонат | Золото | Золото   | Срібло | Срібло   | Бронза | Бронза   |
| --------- | --- | -------- | --- | -------- | --- | -------- |
| 2015      | Хорватія | 10:50.08 | Канада | 11:10.41 | Австралія | 11:31.40 |
| 2016      | Велика Британія | 10:36.01 | США | 10:40.00 | Хорватія | 11:26.36 |
| 2019      | Велика Британія Елісон Діксон (3:07.20) Гелен Девіс (3:09.16) Джулі Бріскоу (3:22.57) Ганна Олдройд Даніелль Німмок | 9:39.33  | США Кортні Ольсен (3:19.23) Елізабет Нортерн (3:19.24) Керолайн Велтрі (3:24.31) Сара Каммінгс Девон Янко Кортні Пітерсон | 10:03.18 | Австрія Сандра Урах (3:20.42) Карін Фрайтаг (3:24.43) Карола Бендль-Чідль (3:34.33) Елізабет Нідередер Марія Гіннерт | 10:19.58 |

## Україна на чемпіонатах світу
Україна дебютувала на чемпіонатах світу з бігу на 50 кілометрів у 2019.

### Індивідуальна першість
| Чоловіки                    | Рік   | Жінки           |         |                           |           |         |
| Атлет                       | Місце | Результат       | Атлетка | Місце                     | Результат |         |
| --------------------------- | ----- | --------------- | ------- | ------------------------- | --------- | ------- |
| не брали участі             | 2015  | не брали участі |         |                           |           |         |
| не брали участі             | 2016  | не брали участі |         |                           |           |         |
| Ігор Панченко (См)          | 42    | 3:14:43         | 2019    | Катерина Катющева (Од)    | 45        | 3:52:31 |
| Олександр Головницький (Вл) | 46    | 3:19:36         | 2019    | Вікторія Зімаріна (Квм)   | 53        | 4:09:44 |
| Дмитро Малежик (Квм)        | 62    | 3:36:41         | 2019    | Тамара Ігуш (Пл)          | 56        | 4:22:54 |
| Сергій Зюман (Квм)          | 66    | 3:43:06         | 2019    | Асія Головко (Кв)         | 58        | 4:54:44 |
| Олександр Вікторов (Квм)    | 70    | 3:49:59         | 2019    | Ірина Коршак (Чрн)        | -         | DNF     |
| Василь Черевичний (Квм)     | -     | DNF             | 2019    | Євгенія Чистопугова (Квм) | -         | DNF     |

### Командна першість
| Чоловіки                                                            | Рік   | Жінки           |         |                                                                 |           |          |
| Атлети                                                              | Місце | Результат       | Атлетки | Місце                                                           | Результат |          |
| ------------------------------------------------------------------- | ----- | --------------- | ------- | --------------------------------------------------------------- | --------- | -------- |
| не брали участі                                                     | 2015  | не брали участі |         |                                                                 |           |          |
| не брали участі                                                     | 2016  | не брали участі |         |                                                                 |           |          |
| Ігор Панченко (См) Олександр Головницький (Вл) Дмитро Малежик (Квм) | 12    | 10:11:00        | 2019    | Катерина Катющева (Од) Вікторія Зімаріна (Квм) Тамара Ігуш (Пл) | 10        | 12:25:09 |